# Exposition philatélique internationale
L'exposition philatélique internationale est une manifestation philatélique organisée périodiquement par plusieurs pays dans des villes différentes depuis 1913. 

## France
La première exposition internationale de philatélie s'est tenue à Paris en 1913. Les suivantes ont été organisées à Mulhouse en 1921, à nouveau Paris en 1925, Strasbourg en 1927, Le Havre en 1929 (un timbre surchargé a été émis), Paris en 1930, Strasbourg en 1932, Paris en 1937 puis 1949, 1964, 1975, 1982, 1989, 1999. 